# Maxim (tidskrift)
Maxim är en internationell manlig tidning baserad i Storbritannien och känd för sina avslöjande foton med populära skådespelare, sångare, och kvinnliga modeller, men ingen av dem är naken i den amerikanska versionen.
Tidningen publiceras av Dennis Publishing.